# Mansión de Padure
La Mansión de Padure (en letón: Padures muižas pils) es una casa señorial construida en estilo Imperio localizada a unos 200 metros de un gran estanque formado por las aguas de río Venta en la parroquia de Padure, en el municipio de Kuldīga, Letonia. Usado como hospital de guerra durante la ocupación alemana en la Segunda Guerra Mundial, albergó la biblioteca parroquial de Padure hasta 2005.

## Historias
La mansión fue erigida a finales de la década de 1830 y principios de la década de 1840. El primer propietario fue el comerciante escocés John Louis Balfour quien adquirió la propiedad de la familia von Stempel, quienes poseían la finca de Padure y la Mansión de Turkalne. Su hijo mayor, Alfon Balfour, administró la finca hasta principios de la década de 1920. Después de instituida la Reforma Agraria Letona, desde 1922 la mansión fue administrada por el gobierno de Letonia.
Desde el 1 de abril de 1923, fue abierta una escuela. Durante la ocupación alemana la mansión sirvió como hospital de guerra y después de 1945, los edificios de la propiedad empezaron a utilizarse como estación agrícola experimental. Hasta 2005, la mansión albergó la biblioteca de la parroquia de Padure.